# Bowness-on-Windermere
Bowness-on-Windermere är en ort i civil parish Windermere and Bowness, i distriktet Westmorland and Furness, i grevskapet Cumbria, i Storbritannien.
Bowness-on-Windermere ligger 71 meter över havet och antalet invånare är 3 814. Den ligger vid sjön Windermere.
Bowness on Windermere var en civil parish 1894–1974 när blev den en del av Windermere. Civil parish hade 3 345 invånare år 1951.